# جزم مبقع الجناح
جزم مبقع الجناح (الاسم العلمي: Carpodacus rodopeplus) (بالإنجليزية: Spot-winged Rosefinch)‏ هو نوع من الطيور يتبع جنس الجزم من فصيلة الشرشوريات.